# American Blue Gascon Hound
Der American Blue Gascon Hound ist eine nicht von der FCI anerkannte Hunderasse aus den Vereinigten Staaten.

## Herkunft und Geschichtliches
Der American Blue Gascon Hound ist als Hound ein Jagdhund. Er gehört zum „Gascon-Typ“ und jagt spurlaut. In der Anfangszeit der Rasseentwicklung war ein bestimmtes Aussehen unwichtig. In den 1950er Jahren wurde ein Hund für nächtliche Jagdwettbewerbe gesucht. Ein schneller, eleganter, scharfnasiger Hound mit Ausdauer und Gründlichkeit war angesagt. In den Wettbewerben ging es darum möglichst viele Waschbären zum Aufbaumen zu bringen. Als andere Rassetypen sich besser bewährten, gründeten die Liebhaber des alten Gascon zur Erhaltung des Althergebrachten die „American blue Gascon Association“. Heute ist er ein vielseitiger Jagdhund für die Alltagsjagd besonders in einsamen, auch zerklüfteten Gegenden, da seine laute Stimme auch über 5 Meilen zu hören ist.

## Beschreibung
Der American Blue Gascon Hound ist ein Laufhund mit 63 bis 76 cm Schulterhöhe und einem Gewicht von 34 bis 48 kg. Das Haarkleid ist kurz, dicht und fest; auf weißer Körperunterbehaarung mit lohfarbenen Abzeichen liegt ein tiefschwarze Stichelung, woraus optisch „Blau“ entsteht. Die Ohren sind tief angesetzt, dünn und lang.